# Turkmenistan na Letnich Igrzyskach Olimpijskich 1996
Turkmenistan na Letnich Igrzyskach Olimpijskich 1996 reprezentowało 7 zawodników, 4 mężczyzn i 3 kobiety.

## Skład reprezentacji

### Boks
Mężczyźni
- Şohrat Kurbanow
  - Waga lekkośrednia - 17. miejsce

### Judo
Kobiety
- Galina Ataýewa
  - Waga ekstralekka - 15. miejsce

- Olesýa Nazarenko
  - Waga półciężka - 15. miejsce

### Lekkoatletyka
Mężczyźni
- Wladimir Malýawin
  - Skok w dal - odpadł w kwalifikacjach (wszystkie próby spalił)

### Strzelectwo
Mężczyźni
- Igor Pirekeýew
  - Karabin małokalibrowy leżąc 50 m - 11. miejsce

### Tenis stołowy
Kobiety
- Aida Steşenko
  - Singiel - 49. miejsce

### Zapasy
Mężczyźni
- Rozy Rejepow
  - Waga do 90 kg w stylu klasycznym - 12. miejsce